# Sân bay Heathrow

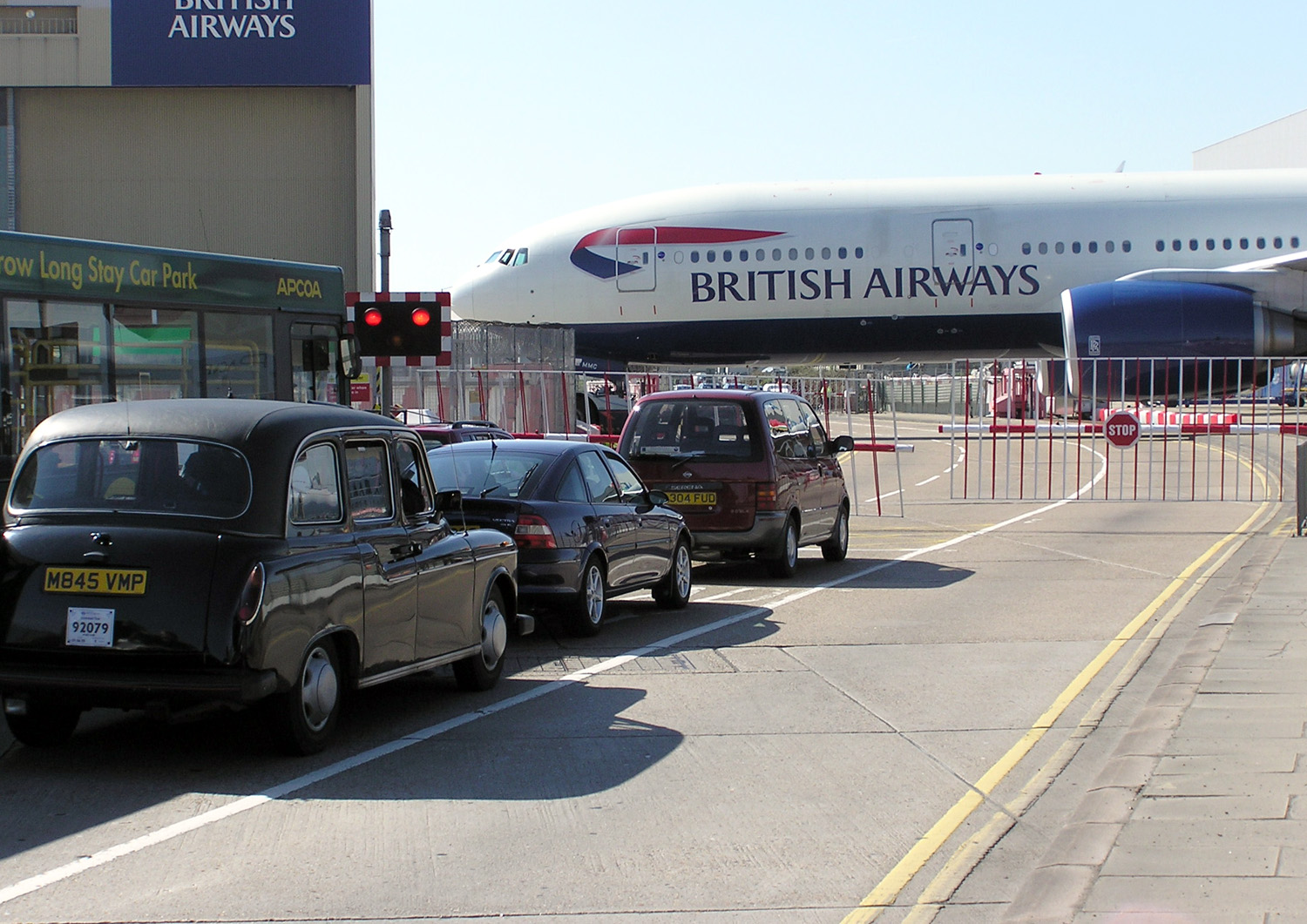
Một chiếc Boeing 777-200 của British Airways tại sân bay Heathrow.

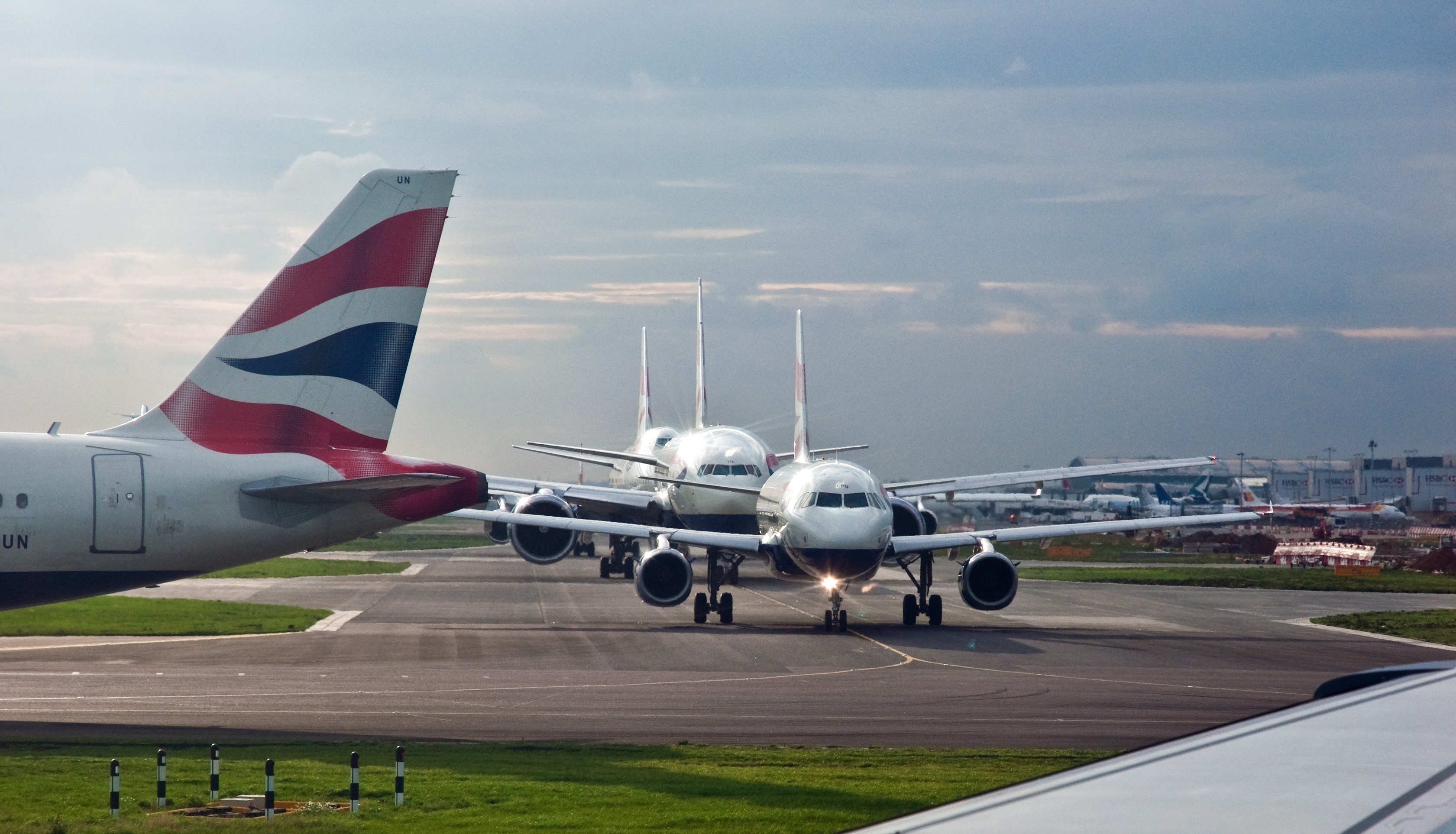
Một hàng máy bay chờ cất cánh của hãng British Airways

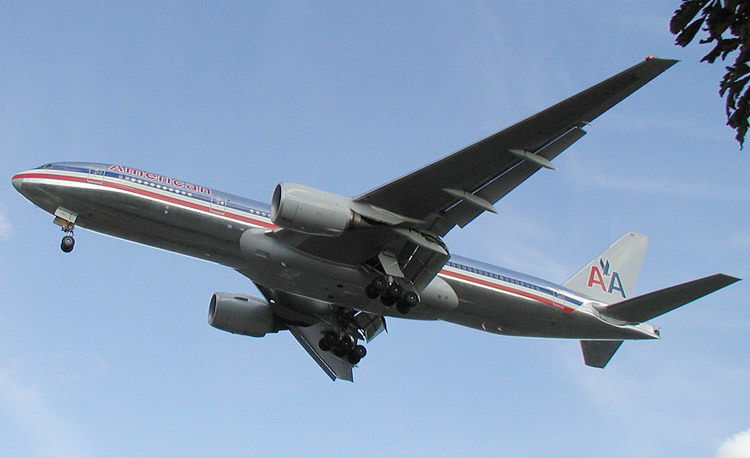
Boeing 777 của American Airlines hạ cánh tại Heathrow

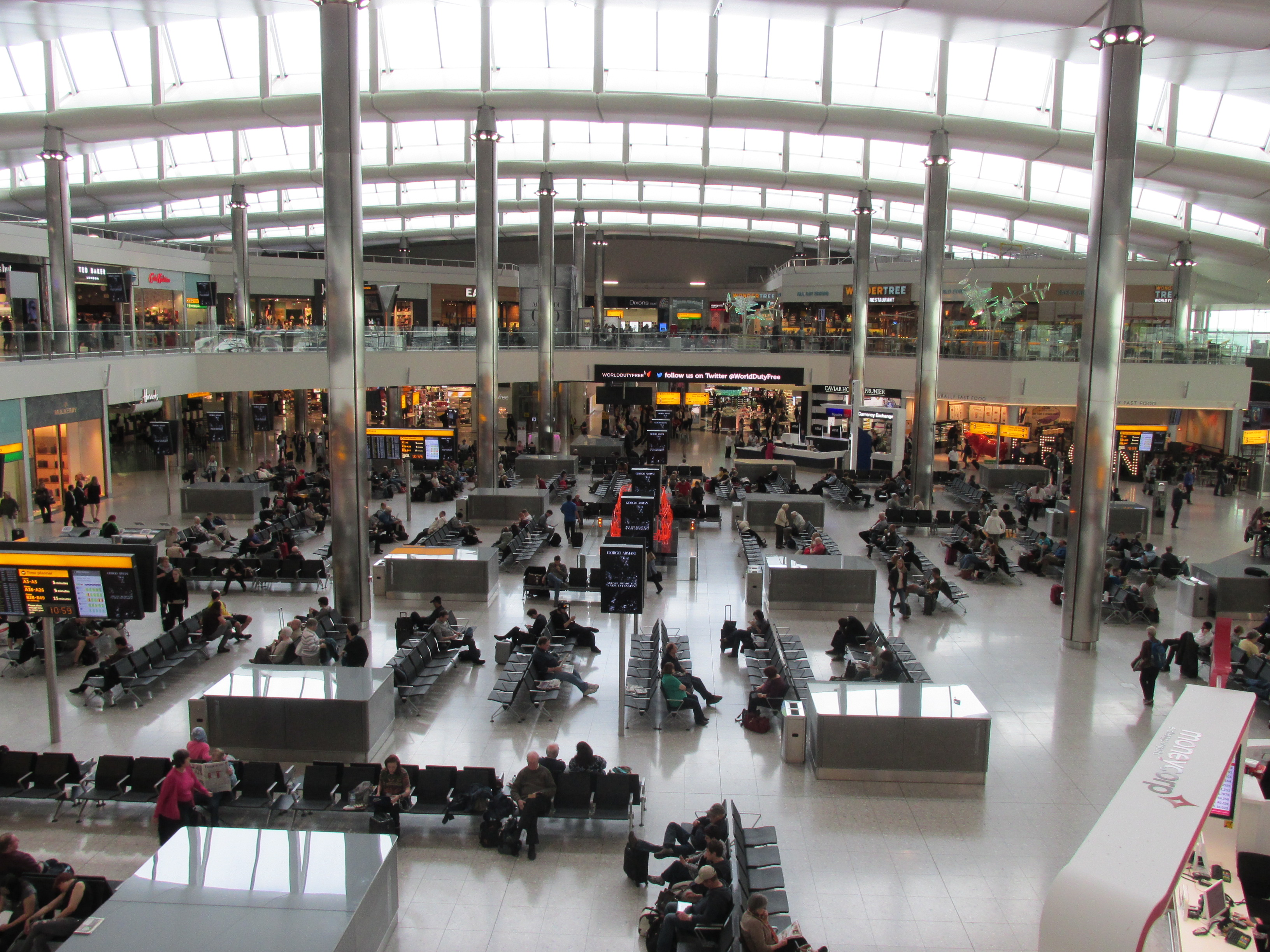
Nhà ga hành khách T2

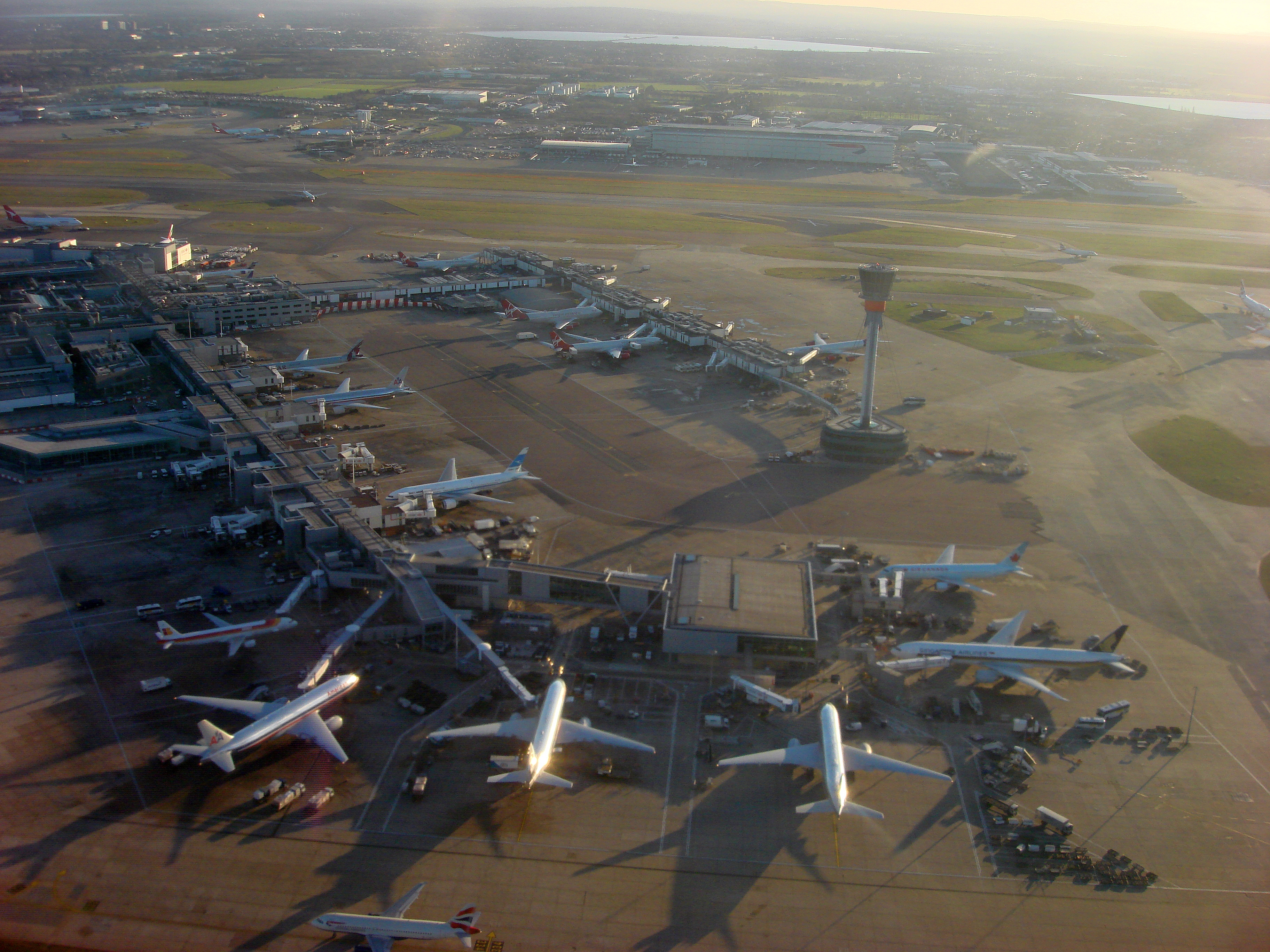
Nhà ga hành khách T3

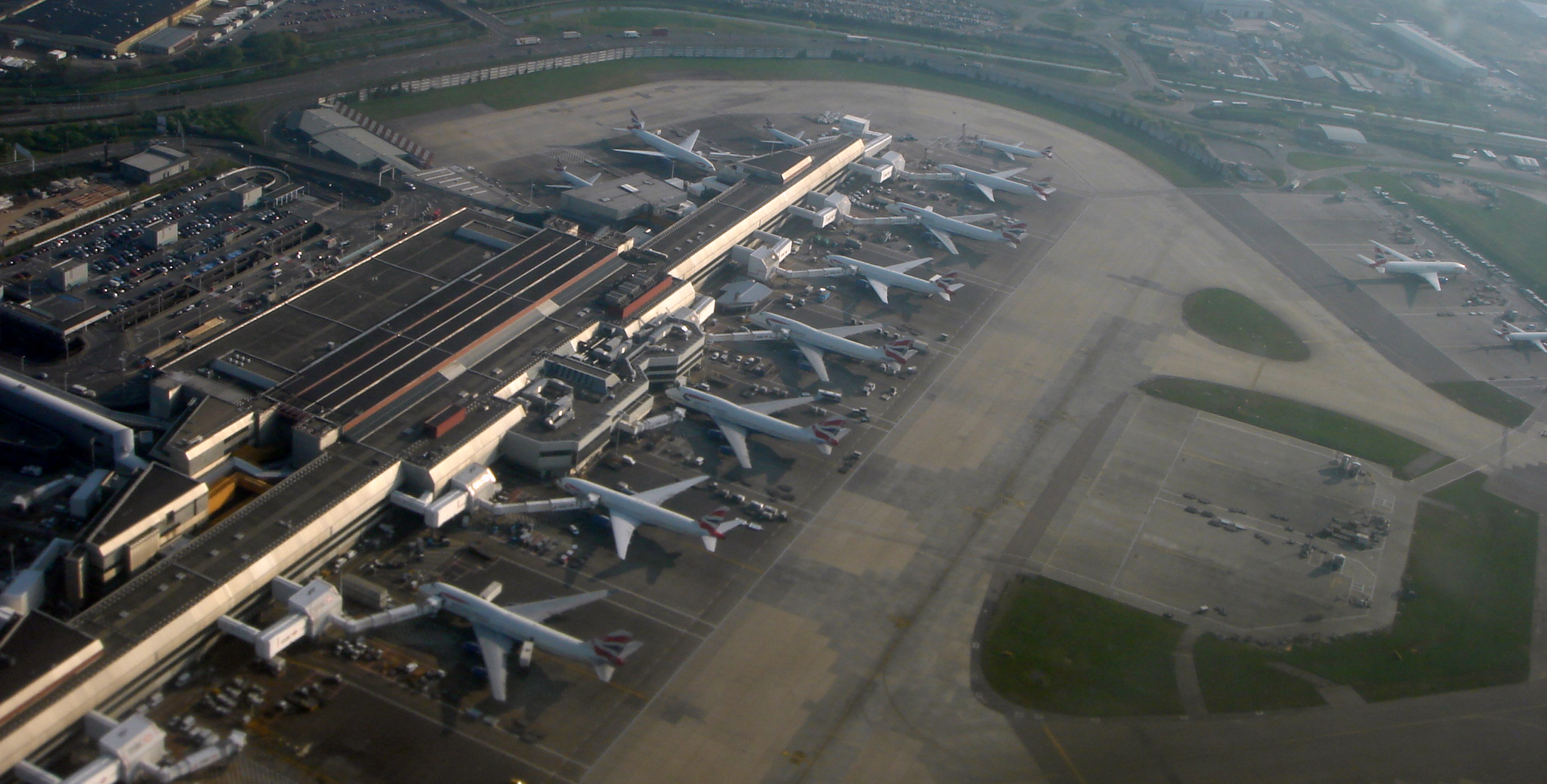
Nhà ga hành khách T4

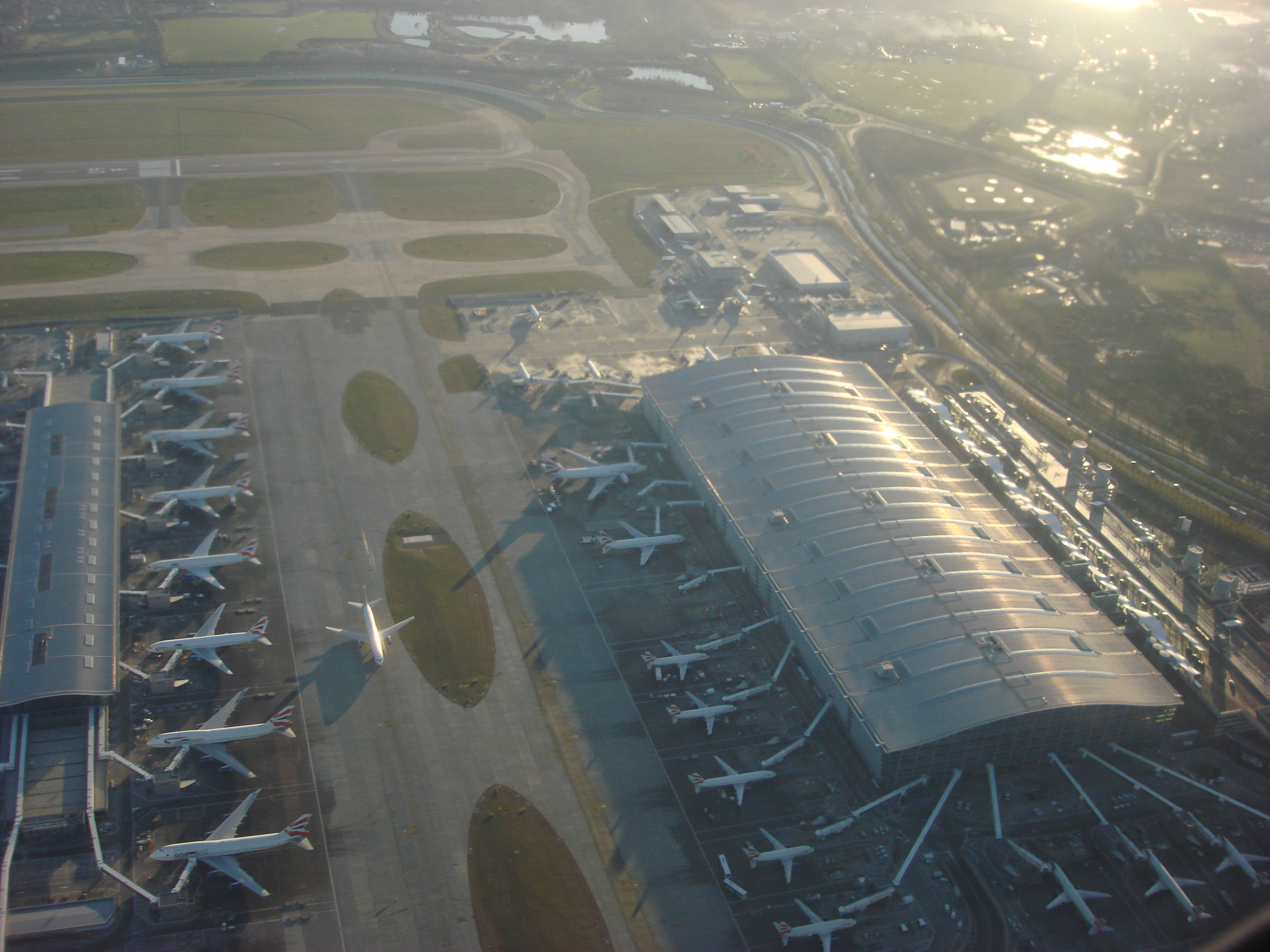
Nhà ga hành khách T5

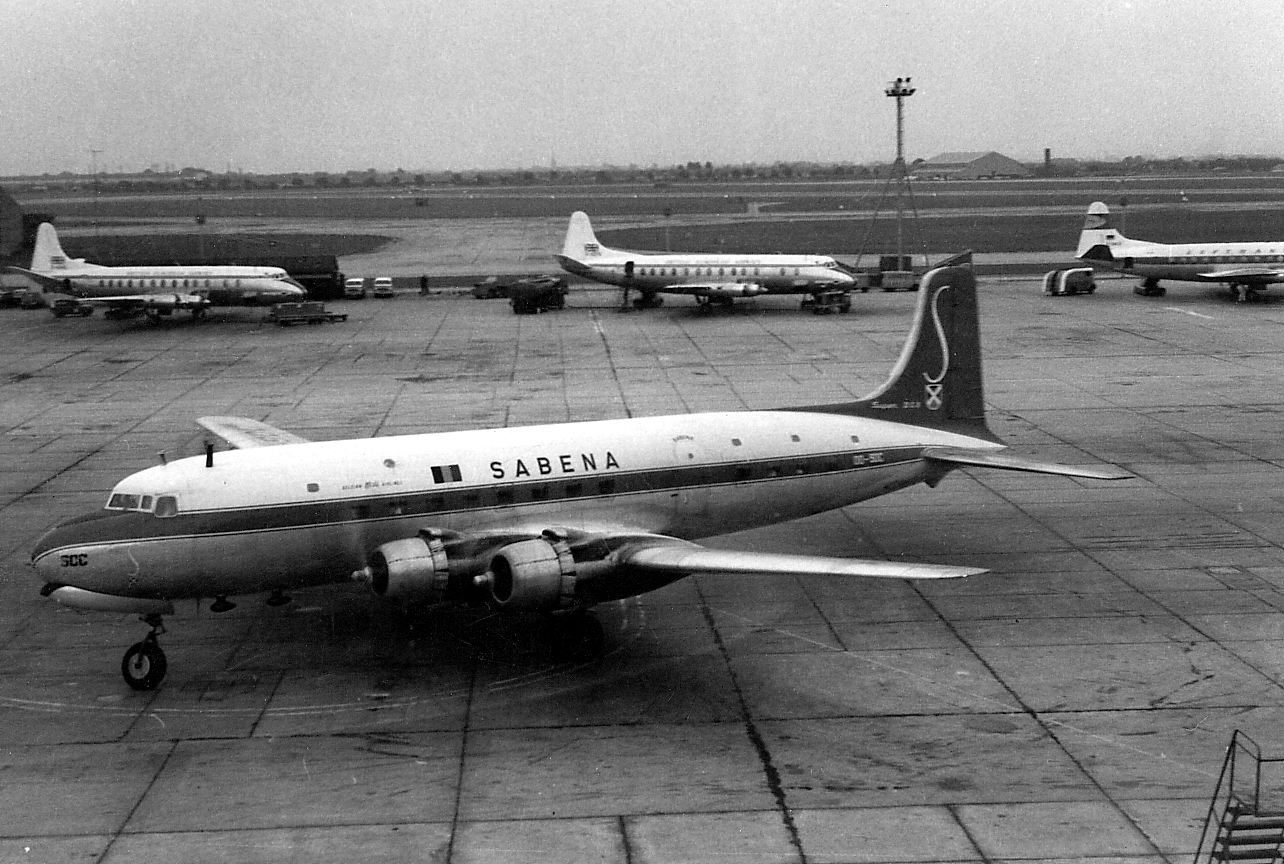
Heathrow vào thập niên 1960

Sân bay London Heathrow (IATA: LHR, ICAO: EGLL), được gọi là Heathrow, là sân bay quốc tế tại thủ đô Luân Đôn, là sân bay nhộn nhịp thứ 3 thế giới năm 2005, xếp sau Sân bay Quốc tế Hartsfield-Jackson Atlanta và Sân bay Chicago O'Hare. Heathrow, tuy nhiên, phục vụ nhiều khách quốc tế hơn bất kỳ sân bay nào khác. Heathrow là sân bay nhộn nhịp nhất Vương quốc Anh, lớn nhất châu Âu. Sân bay tọa lạc cách Charing Cross 24 km về phía Đông Trung tâm Luân Đôn. Sân bay có 2 đường băng chính song song chạy theo hướng đông-tây và 5 nhà ga hành khách. Nhà ga số 5 mới được xây dựng và đang có kế hoạch xây lại và phát triển thêm các nhà ga khác. Năm 2005, sân bay này phục vụ 67,7 triệu khách. Đang có kế hoạch xây thêm đường băng thứ 3. Lúc nhà ga số 5 và đường băng số 3 hoàn thành, sân bay này sẽ có công suất thiết kế 115 triệu khách/năm.

## Hãng hàng không và điểm đến

### Hành khách
| Hãng hàng không                                 | Các điểm đến | Nhà ga |
| ----------------------------------------------- | --- | ------ |
| Aegean Airlines                                 | Athens, Larnaca (tiếp tục lại từ ngày 30 Tháng 3 năm 2015) | 2      |
| Aer Lingus                                      | Belfast–City, Cork, Dublin, Shannon | 2      |
| Aeroflot                                        | Moskva–Sheremetyevo | 4      |
| Aeroméxico                                      | Thành phố México | 4      |
| Air Algérie                                     | Algiers | 4      |
| Air Astana                                      | Astana | 4      |
| Air Canada                                      | Calgary, Halifax, Montréal–Trudeau, Ottawa, Toronto–Pearson, St. John's, Vancouver Theo mùa: Edmonton | 2      |
| Air China                                       | Bắc Kinh-Thủ đô | 2      |
| Air France                                      | Paris–Charles de Gaulle | 4      |
| Air India                                       | Delhi, Mumbai | 4      |
| Air Malta                                       | Malta | 4      |
| Air Mauritius                                   | Mauritius | 4      |
| Air New Zealand                                 | Auckland, Los Angeles | 2      |
| Air Serbia                                      | Belgrade | 4      |
| Alitalia                                        | Milan–Linate, Rome–Fiumicino | 4      |
| All Nippon Airways                              | Tokyo–Haneda | 2      |
| American Airlines                               | Chicago–O'Hare, Dallas/Fort Worth, Los Angeles, Miami, New York–JFK, Raleigh/Durham | 3      |
| Arik Air                                        | Lagos | 4      |
| Asiana Airlines                                 | Seoul–Incheon | 2      |
| Austrian Airlines vận hành bởi Tyrolean Airways | Viên | 2      |
| Avianca                                         | Bogotá | 2      |
| Azerbaijan Airlines                             | Baku | 4      |
| Bamboo Airways                                  | Hà Nội, Tp.Hồ Chí Minh | 2      |
| Biman Bangladesh Airlines                       | Dhaka, Sylhet | 4      |
| British Airways                                 | Amman–Queen Alia, Baku, Beirut, Bilbao (bắt đầu từ ngày 29 tháng 3 năm 2015), Cairo, Hanover, Luxembourg, Lyon, Marseille, Rotterdam (kết thúc từ ngày 28 tháng 3 năm 2015) | 1      |
| British Airways                                 | Barcelona, Budapest, Gibraltar, Helsinki, Lisbon, Prague, Viên, Warsaw–Chopin | 3      |
| British Airways                                 | Aberdeen, Abu Dhabi, Abuja, Accra, Almaty, Amsterdam, Athens, Atlanta, Austin, Bahrain, Baltimore, Bangalore, Bangkok–Suvarnabhumi, Basel/Mulhouse, Bắc Kinh-Thủ đô, Belfast–City, Bergen, Berlin–Tegel, Bologna, Boston, Brussels, Bucharest-Otopeni, Buenos Aires–Ezeiza, Calgary, Cape Town, Thành Đô, Chennai, Chicago–O'Hare, Copenhagen, Dallas/Fort Worth, Delhi, Denver, Doha, Dubai–International, Dublin, Düsseldorf, Edinburgh, Entebbe, Frankfurt, Freetown (ngưng), Geneva, Glasgow–International, Gothenburg–Landvetter, Grand Cayman, Hamburg, Hong Kong, Houston–Intercontinental, Hyderabad, Ibiza, Istanbul–Atatürk, Jeddah, Johannesburg–Tambo, Kiev–Boryspil, Kraków (bắt đầu từ ngày 1 tháng 5 năm 2015), Kuala Lumpur (tiếp tục lại từ ngày 27 Tháng 5 năm 2015), Kuwait, Lagos, Larnaca, Las Vegas, Leeds/Bradford, Los Angeles, Luanda, Madrid, Manchester, Thành phố México, Miami, Milan–Linate, Sân bay quốc tế Malpensa\|Milan-Malpensa, Monrovia (suspended), Montreal–Trudeau, Moscow–Domodedovo, Mumbai, Munich, Muscat, Nairobi–Kenyatta, Nassau, New York–JFK, Newark, Newcastle upon Tyne, Nice, Oslo–Gardermoen, Palma de Mallorca, Paris–Charles de Gaulle, Paris–Orly, Philadelphia, Phoenix, Pisa, Providenciales (kết thúc từ ngày 22 Tháng 3 năm 2015), Rio de Janeiro–Galeão, Riyadh, Rome–Fiumicino, St Petersburg, San Diego, San Francisco, São Paulo–Guarulhos, Seattle/Tacoma, Seoul–Incheon, Thượng Hải-Phố Đông, Singapore, Sofia, Stavanger, Stockholm Arlanda, Stuttgart, Sydney, Tel Aviv–Ben Gurion, Tokyo–Haneda, Tokyo–Narita, Toronto–Pearson, Toulouse, Tripoli (ngưng), Vancouver, Venice–Marco Polo, Washington–Dulles, Zagreb, Zürich Theo mùa: Corfu (bắt đầu từ ngày 1 tháng 5 năm 2015), Faro, Kos (bắt đầu từ ngày 1 Tháng 5 năm 2015), Las Palmas de Gran Canaria, Malaga, Mykonos, Olbia (bắt đầu từ ngày 2 tháng 5 năm 2015), Porto, Santorini, Split (bắt đầu từ ngày 1 tháng 5 năm 2015) | 5      |
| Brussels Airlines                               | Brussels | 2      |
| Bulgaria Air                                    | Sofia | 4      |
| Cathay Pacific                                  | Hong Kong | 3      |
| China Eastern Airlines                          | Thượng Hải-Phố Đông | 4      |
| China Southern Airlines                         | Quảng Châu | 4      |
| Croatia Airlines                                | Zagreb Theo mùa: Rijeka, Split | 2      |
| Delta Air Lines                                 | Atlanta, Boston, Los Angeles, New York–JFK, Newark (bắt đầu từ ngày 29 Tháng 3 năm 2015), Seattle/Tacoma | 3      |
| Delta Air Lines                                 | Detroit, Minneapolis/St. Paul, Philadelphia (bắt đầu từ ngày 8 Tháng 4 năm 2015) | 4      |
| EgyptAir                                        | Cairo, Luxor | 2      |
| El Al                                           | Tel Aviv–Ben Gurion | 1      |
| Emirates                                        | Dubai–International | 3      |
| Ethiopian Airlines                              | Addis Ababa | 2      |
| Etihad Airways                                  | Abu Dhabi | 4      |
| EVA Air                                         | Bangkok–Suvarnabhumi, Đài Bắc-Đào Viên | 2      |
| Finnair                                         | Helsinki | 3      |
| Germanwings                                     | Berlin–Tegel, Cologne/Bonn, Düsseldorf, Hamburg, Stuttgart | 2      |
| Germanwings vận hành bởi Eurowings              | Hamburg | 2      |
| Gulf Air                                        | Bahrain | 4      |
| Iberia                                          | Madrid | 5      |
| Iberia Express                                  | Gran Canaria (bắt đầu từ ngày 30 tháng 3 năm 2015), Tenerife-North (bắt đầu từ ngày 29 tháng 3 năm 2015) | 5      |
| Icelandair                                      | Reykjavík–Keflavík | 1      |
| Iran Air                                        | Tehran–Imam Khomeini | 3      |
| Japan Airlines                                  | Tokyo–Haneda | 3      |
| Jet Airways                                     | Delhi, Mumbai | 4      |
| Kenya Airways                                   | Nairobi–Kenyatta | 4      |
| KLM                                             | Amsterdam | 4      |
| KLM vận hành bởi KLM Cityhopper                 | Amsterdam | 4      |
| Korean Air                                      | Seoul–Incheon | 4      |
| Kuwait Airways                                  | Kuwait, New York–JFK | 4      |
| Libyan Airlines                                 | Tripoli | 4      |
| LOT Polish Airlines                             | Warsaw–Chopin | 2      |
| Lufthansa                                       | Frankfurt, Munich | 2      |
| Malaysia Airlines                               | Kuala Lumpur | 4      |
| Middle East Airlines                            | Beirut | 3      |
| Oman Air                                        | Muscat | 3      |
| Pakistan International Airlines                 | Islamabad, Karachi, Lahore | 3      |
| Philippine Airlines                             | Manila | 4      |
| Qantas                                          | Dubai–International, Melbourne, Sydney | 3      |
| Qatar Airways                                   | Doha | 4      |
| Royal Air Maroc                                 | Casablanca, Marrakech, Tangier | 4      |
| Royal Brunei Airlines                           | Bandar Seri Begawan, Dubai–International | 4      |
| Royal Jordanian                                 | Amman–Queen Alia | 3      |
| Saudia                                          | Jeddah, Riyadh Theo mùa: Medina | 4      |
| Scandinavian Airlines                           | Copenhagen, Gothenburg-Landvetter, Oslo–Gardermoen, Stavanger, Stockholm-Arlanda | 2      |
| Singapore Airlines                              | Singapore | 2      |
| South African Airways                           | Johannesburg–Tambo | 2      |
| SriLankan Airlines                              | Colombo-Bandaranaike | 3      |
| Swiss International Air Lines                   | Genève, Zürich | 2      |
| TAM Airlines                                    | São Paulo–Guarulhos | 1      |
| TAP Portugal                                    | Lisbon Theo mùa: Funchal | 2      |
| TAROM                                           | Bucharest-Otopeni | 4      |
| Thai Airways                                    | Bangkok–Suvarnabhumi | 2      |
| Transaero Airlines                              | Moskva–Vnukovo, St Petersburg | 4      |
| Tunisair                                        | Tunis | 4      |
| Turkish Airlines                                | Istanbul–Atatürk | 2      |
| Turkmenistan Airlines                           | Ashgabat | 3      |
| United Airlines                                 | Chicago–O'Hare, Houston–Intercontinental, Los Angeles, Newark, San Francisco, Washington–Dulles | 2      |
| US Airways                                      | Charlotte, Philadelphia | 3      |
| Uzbekistan Airways                              | Tashkent | 4      |
| Vietnam Airlines                                | Hà Nội, Thành phố Hồ Chí Minh | 4      |
| Virgin Atlantic                                 | Atlanta, Boston, Delhi, Detroit (bắt đầu từ ngày 1 Tháng 6 năm 2015), Dubai–International, Hong Kong, Johannesburg–Tambo, Lagos, Los Angeles, Miami, New York–JFK, Newark, San Francisco, Thượng Hải-Phố Đông, Washington–Dulles Theo mùa: Cape Town (kết thúc từ ngày 27 Tháng 4 năm 2015), Chicago–O'Hare | 3      |
| Virgin Atlantic vận hành bởi Aer Lingus         | Aberdeen (kết thúc từ ngày 26 tháng 9 năm 2015), Edinburgh (kết thúc từ ngày 26 Tháng 9 năm 2015), Manchester (kết thúc từ ngày 28 Tháng 3 năm 2015) | 2      |
| Vueling                                         | A Coruña, Bilbao (kết thúc từ ngày 28 Tháng 3 năm 2015) | 3      |

### Hàng hóa

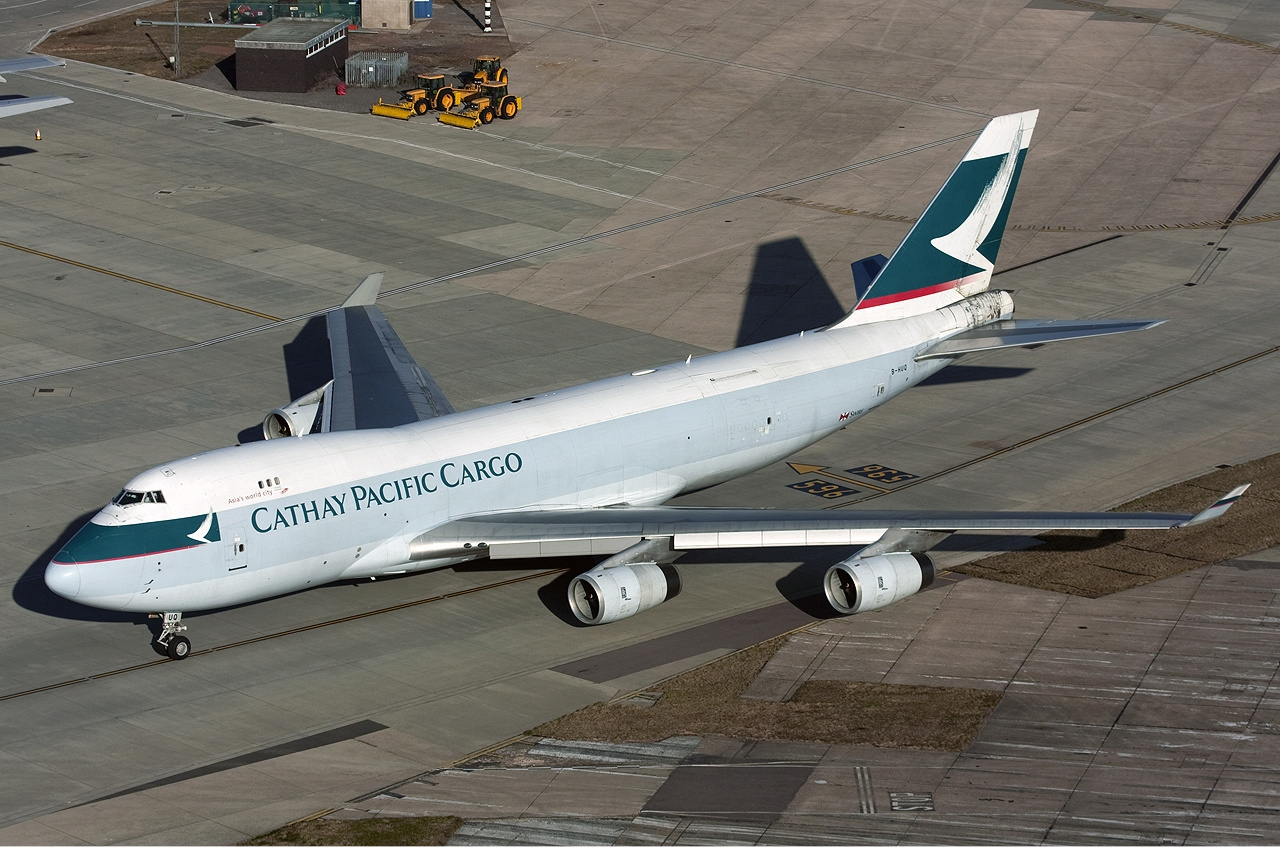
Cathay Pacific Cargo Boeing 747-400F tại sân bay Heathrow.

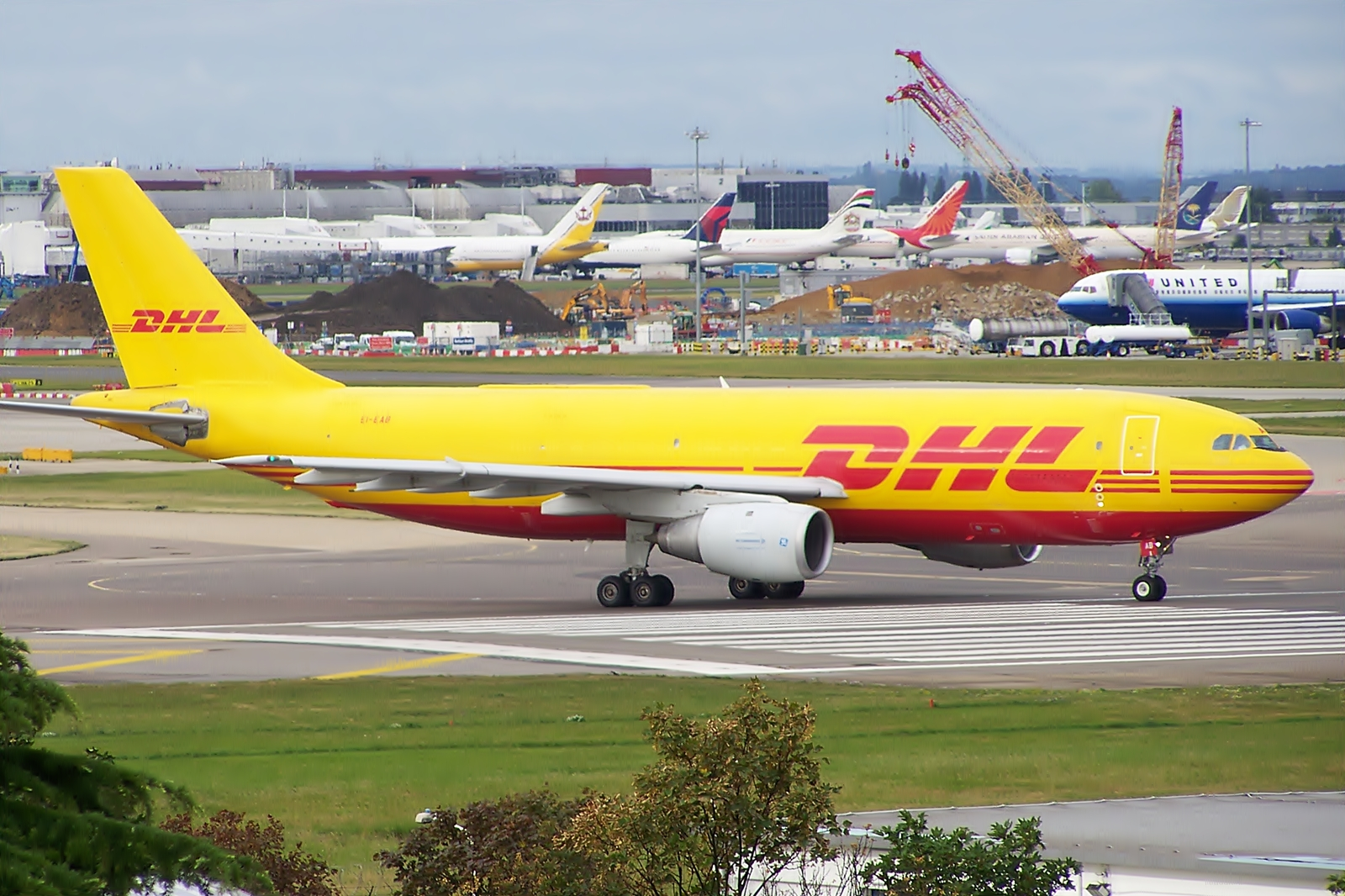
DHL Air Airbus A300F tại sân bay Heathrow.

| Hãng hàng không          | Các điểm đến                                                                                   |
| ------------------------ | ---------------------------------------------------------------------------------------------- |
| Cathay Pacific Cargo     | Delhi, Hong Kong, Paris–Charles de Gaulle                                                      |
| DHL Aviation             | Amsterdam, Brussels, Cincinnati, Cologne/Bonn, Frankfurt, Leipzig/Halle, Milan–Malpensa, Porto |
| Emirates SkyCargo        | Dubai–International, Frankfurt                                                                 |
| Korean Air Cargo         | Frankfurt, Paris–Charles de Gaulle, Seoul–Incheon                                              |
| Singapore Airlines Cargo | Amsterdam, Sân bay quốc tế Sharjah, Singapore                                                  |
| Turkish Cargo            | İstanbul, Zürich                                                                               |

## Thống kê lưu lượng

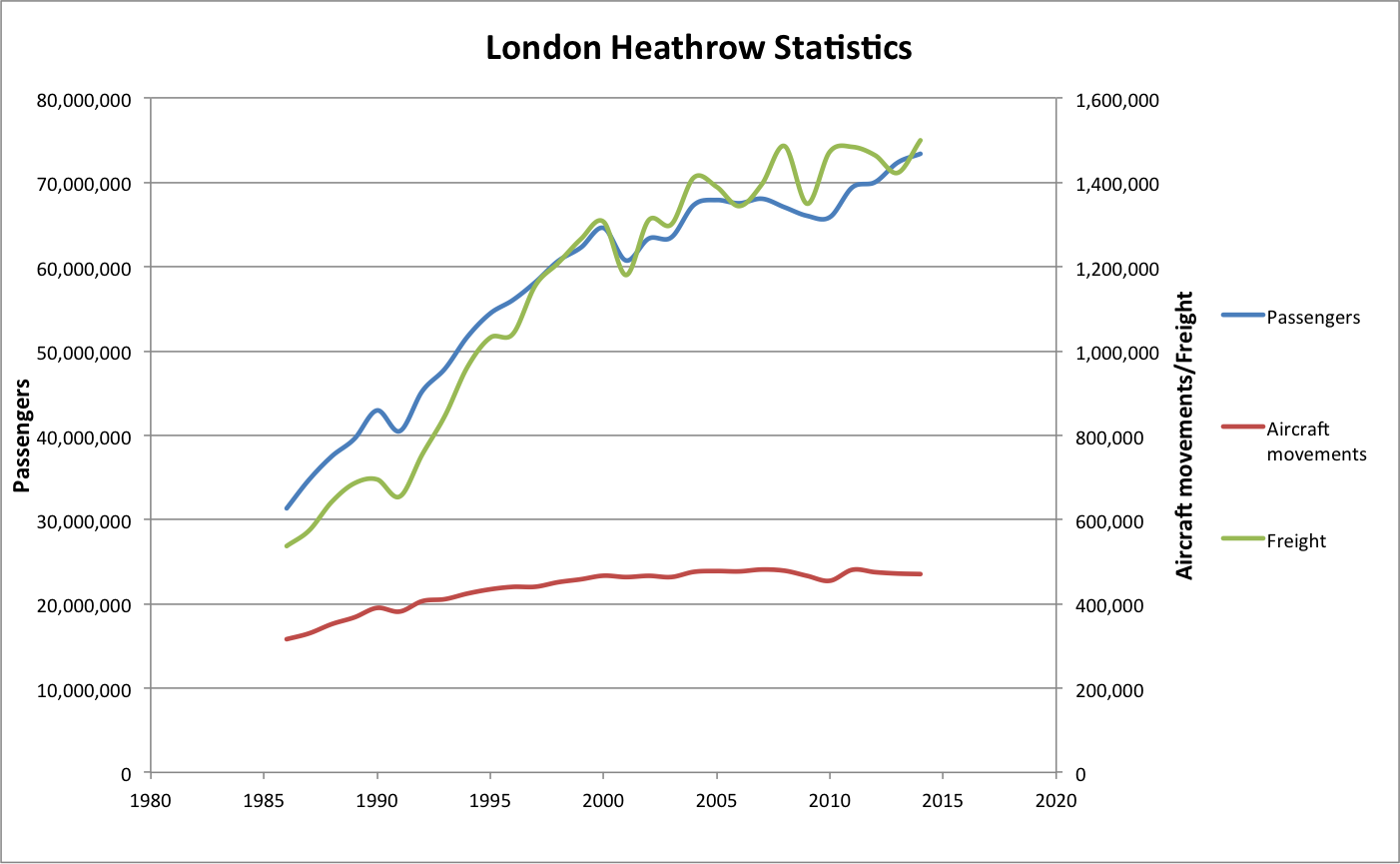
Development of passenger numbers, aircraft movements and air freight between 1986 and 2014

Khi xếp theo lưu lượng hành khách, Heathrow là sân bay bận rộn thứ sáu thế giới, sau sân bay quốc tế Hartsfield-Jackson Atlanta, sân bay quốc tế Thủ đô Bắc Kinh, Sân bay quốc tế Dubai, Sân bay quốc tế Chicago O'Hare và Sân bay Haneda tính đến thời điểm tháng 12 năm 2015.
Trong năm 2015, Heathrow là sân bay bận rộn nhất ở châu Âu tính theo tổng lưu lượng hành khách, hành khách với hơn 14% so với sân bay Paris-Charles de Gaulle và 22% so với sân bay Frankfurt. Heathrow là sân bay bận rộn thứ tư châu Âu tính theo lưu thông hàng hóa trong năm 2013. sau sân bay Paris Charles de Gaulle, sân bay Frankfurt và sân bay Amsterdam Schiphol.
Năm 2020, số lượng hành khách giảm mạnh hơn 72%, (giảm 58 triệu khách so với năm 2019), do tác động của các hạn chế và lệnh cấm đi lại do ảnh hưởng của Đại dịch COVID-19 .

### Các tuyến bay bận rộn nhất

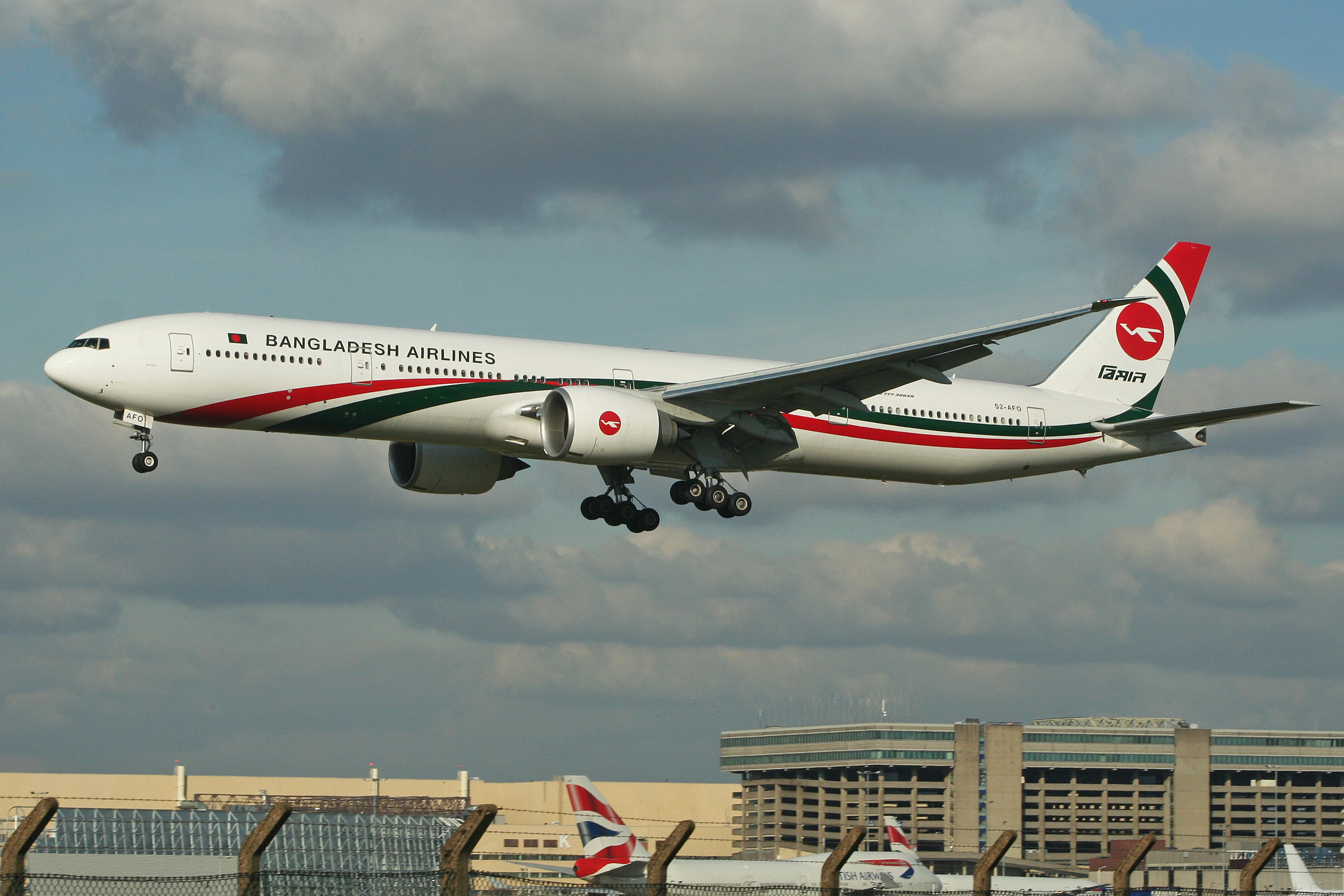
Biman Bangladesh Airlines Boeing 777-300ER.

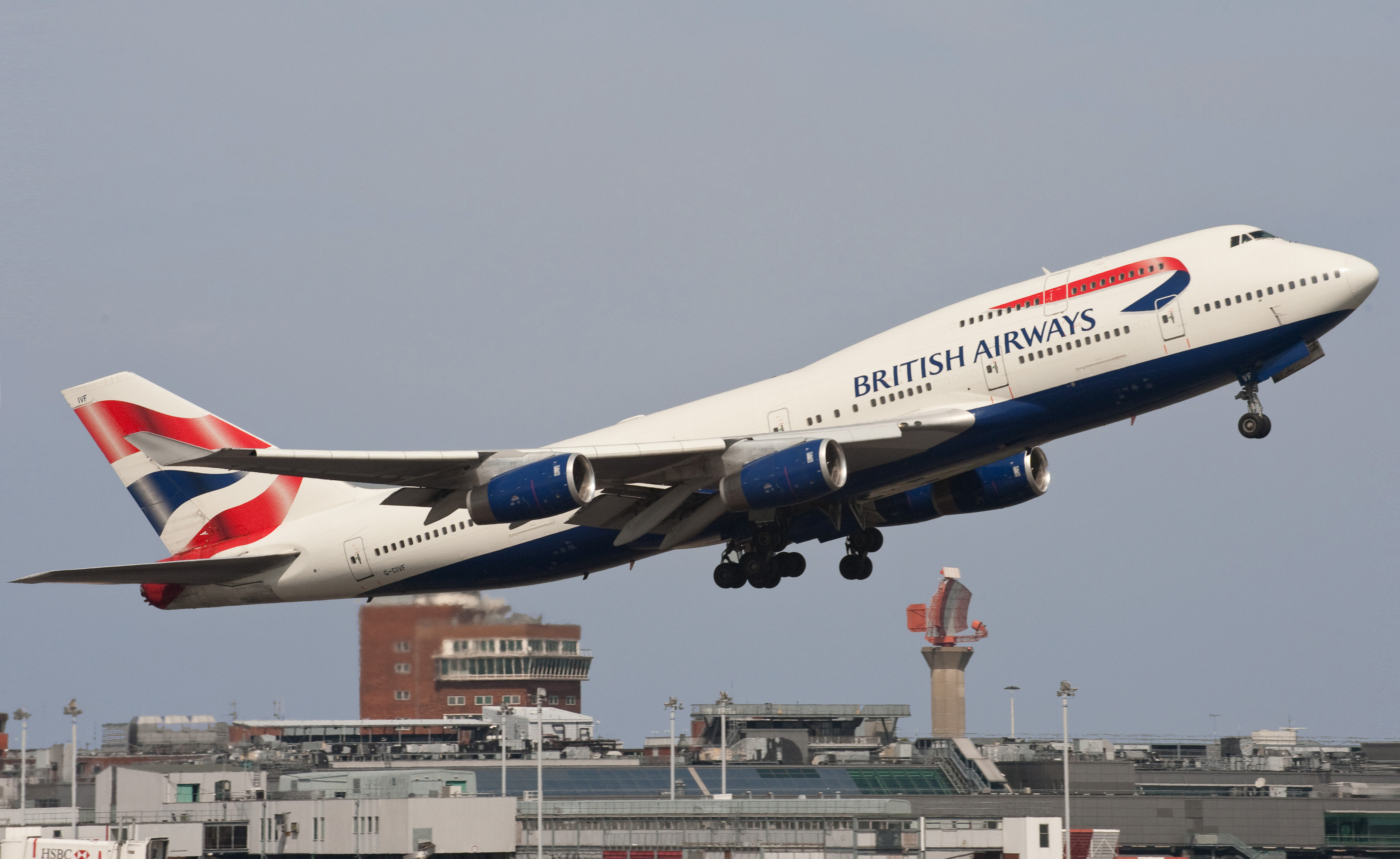
British Airways Boeing 747-400 cất cánh

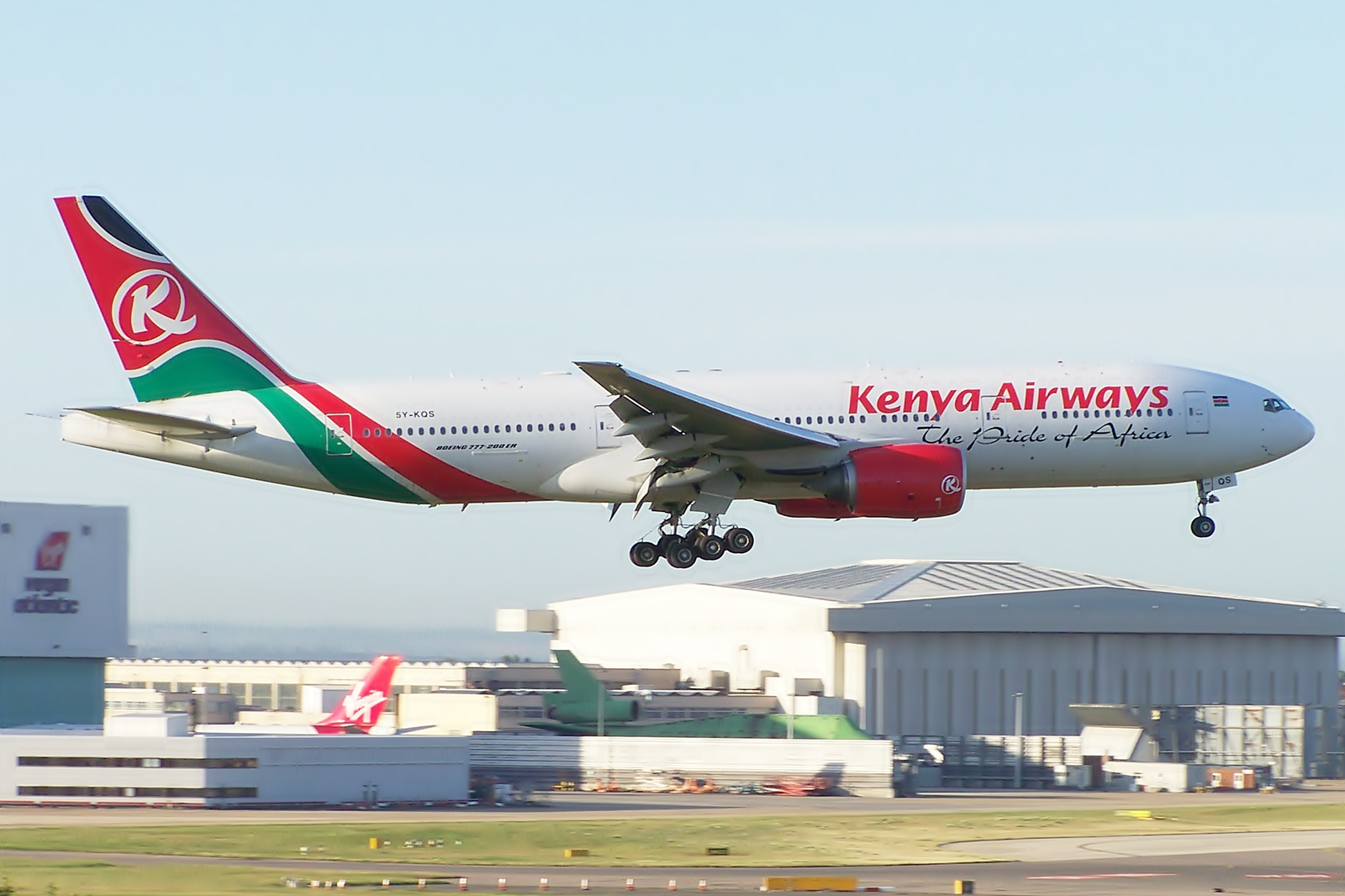
Kenya Airways Boeing 777-200ER hạ cánh.

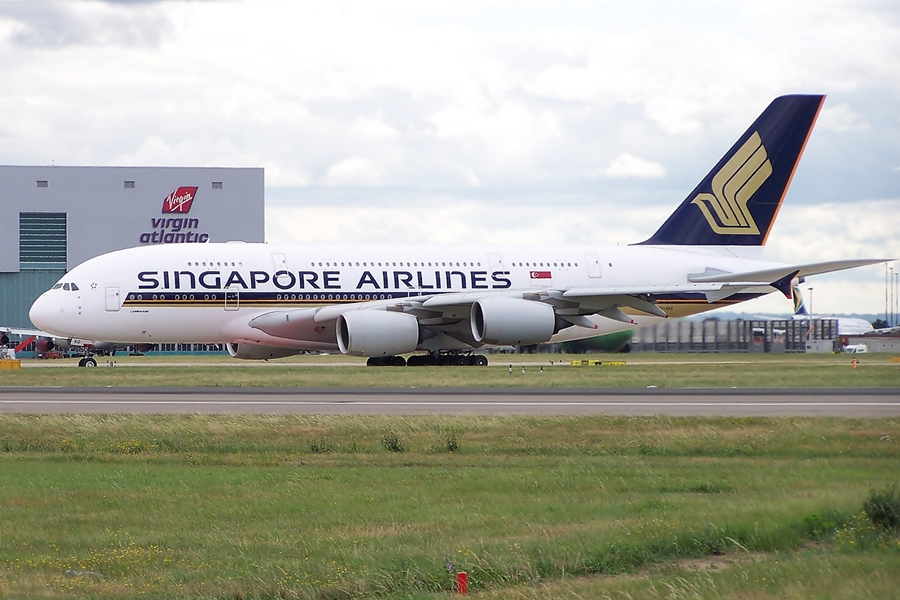
Singapore Airlines Airbus A380 đi trên đường lăn

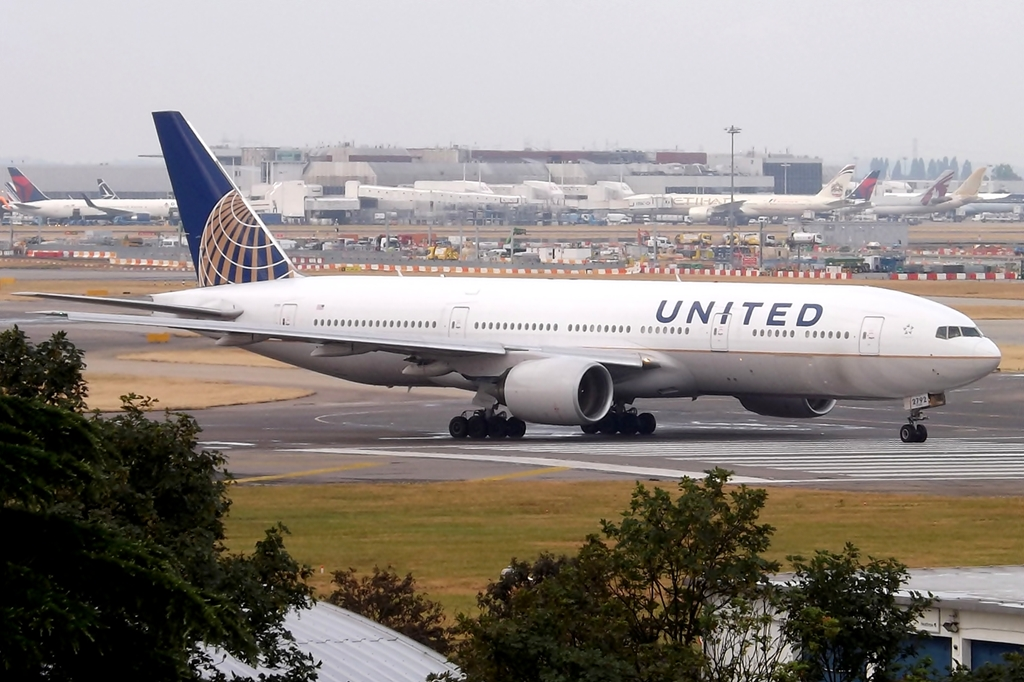
A United Airlines Boeing 777-200ER đi trên đường lăn.

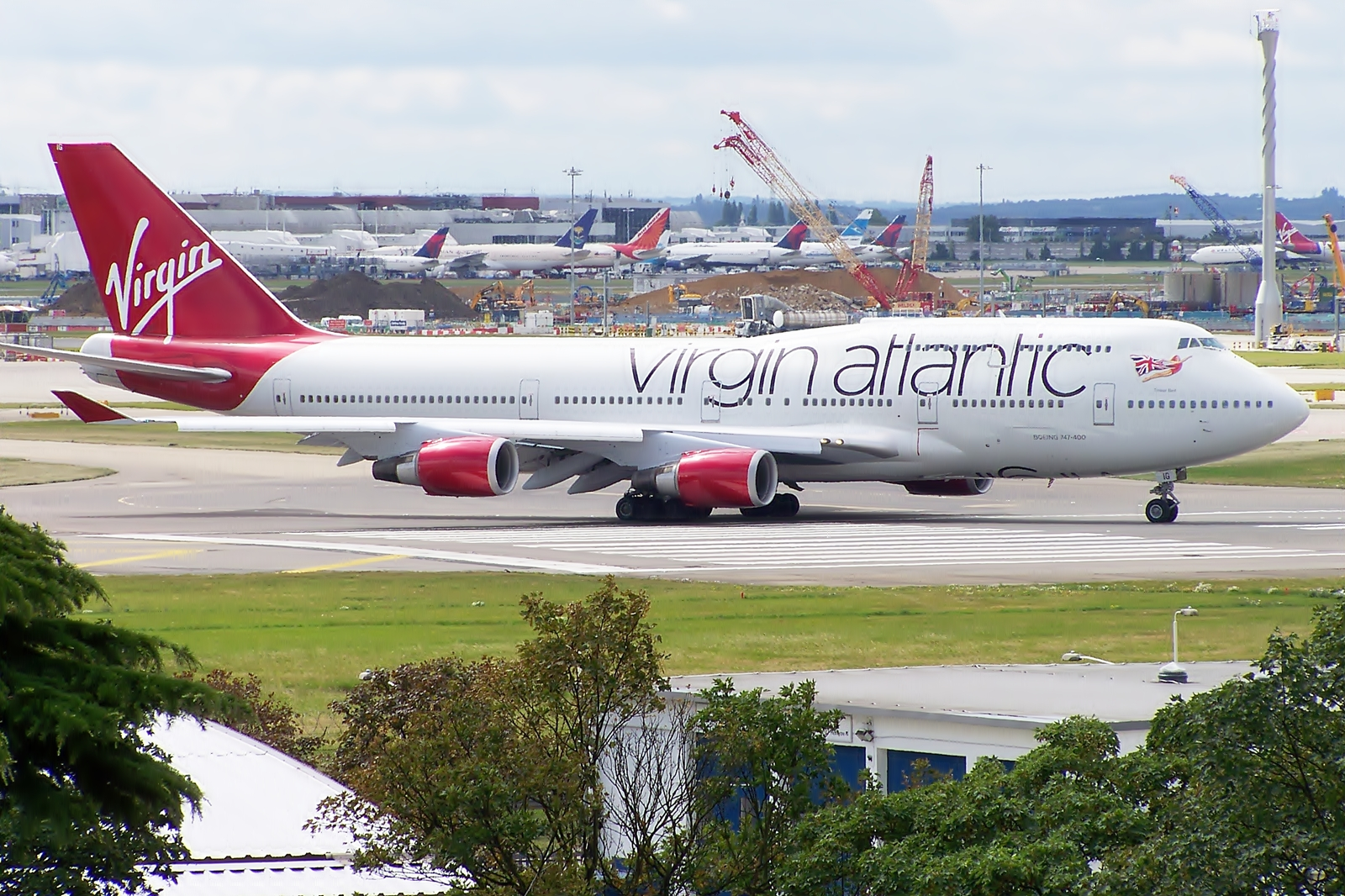
Virgin Atlantic Boeing 747-400 đi trên đường lăn.

| Hạng | Sân bay               | Số lượt khách | % Thay đổi 2018 / 19 |
| ---- | --------------------- | ------------- | -------------------- |
| 1    | Edinburgh             | 1.196.921     | 0,1                  |
| 2    | Glasgow–International | 865.008       | 5,1                  |
| 3    | Aberdeen              | 692.289       | 2,4                  |
| 4    | Belfast–City          | 668.575       | 2,0                  |
| 5    | Manchester            | 554.201       | 15,3                 |
| 6    | Newcastle             | 461.804       | 6,9                  |
| 7    | Newquay               | 141.230       | Tuyến bay mới        |
| 8    | Inverness             | 140.358       | 43,8                 |
| 9    | Leeds Bradford        | 100.809       | 3,4                  |
| 10   | Guernsey              | 27.835        | Tuyến bay mới        |

| Hạng | Sân bay             | Số lượt khách 2019 | % thay đổi 2018/19 |
| ---- | ------------------- | ------------------ | ------------------ |
| 1    | New York–JFK        | 3.192.195          | 5,2                |
| 2    | Dubai–International | 2.333.127          | 10,6               |
| 3    | Dublin              | 1.855.333          | 2,5                |
| 4    | Amsterdam           | 1.748.216          | 0,1                |
| 5    | Hong Kong           | 1.612.530          | 2,6                |
| 6    | Los Angeles         | 1.602.892          | 3,3                |
| 7    | Frankfurt           | 1.548.995          | 0,7                |
| 8    | Singapore           | 1.526.634          | 7,4                |
| 9    | Madrid              | 1.476.551          | 4,2                |
| 10   | Munich              | 1.266.993          | 2,0                |